# Jonas Neubauer

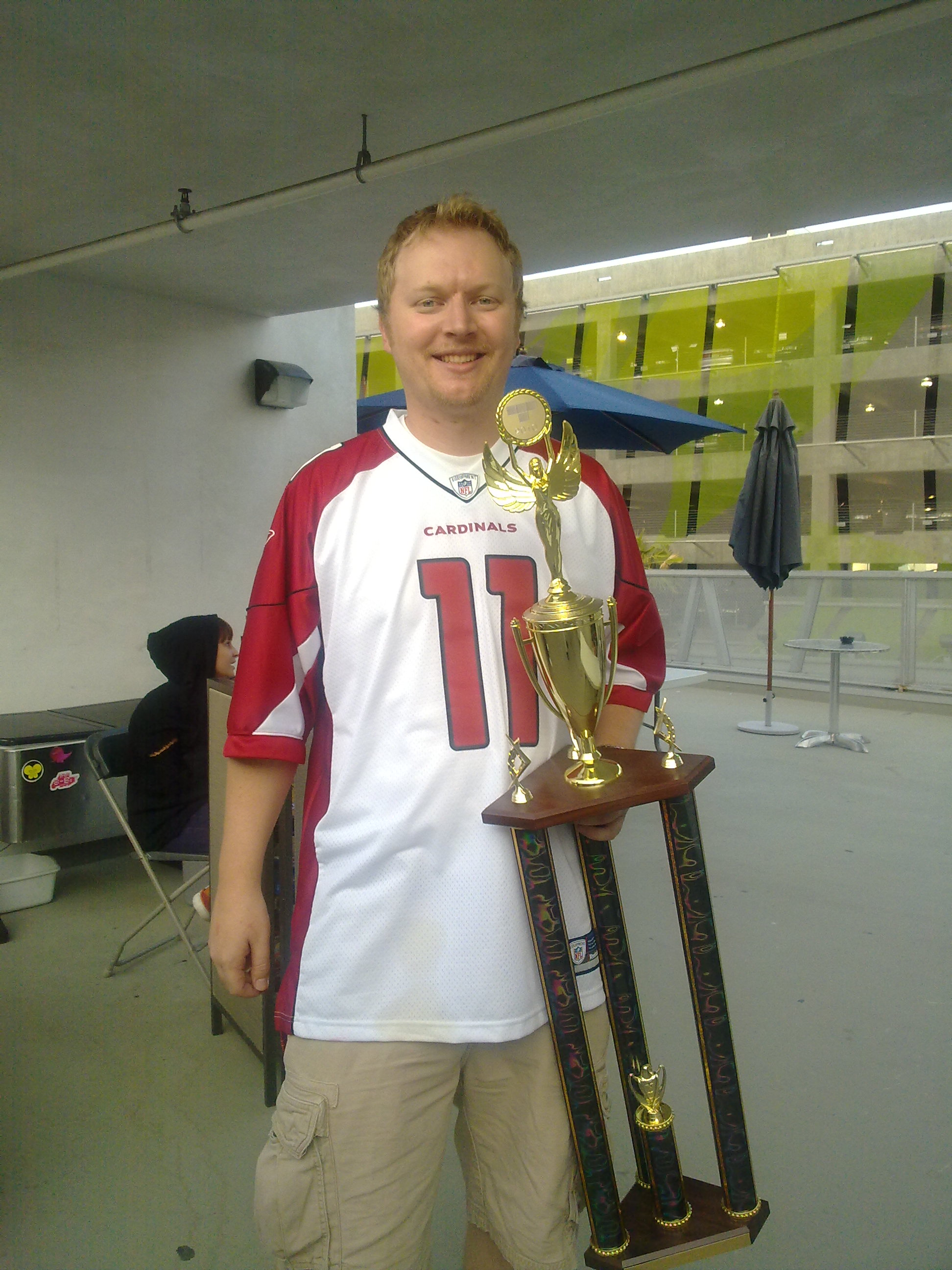
Neubauer nach seinem Sieg an der Classic Tetris World Championship 2010

Jonas Neubauer (* 19. April 1981 in Los Angeles County, Kalifornien; † 4. Januar 2021 auf Hawaii) war ein US-amerikanischer E-Sportler. Der Tetrisspieler war siebenmaliger Gewinner der Classic Tetris World Championship.

## Karriere
Jonas Neubauer spielte Tetris bereits mit sechs oder sieben Jahren auf dem Macintosh-Computer seines Onkels und mit neun Jahren auf dem NES. Im November 2006 stellte er die erste bekannte Aufnahme eines Maxouts online und im September 2008 lud er die erste Aufzeichnung eines Maxouts hoch, bei dem er das Spiel bereits auf Level 19 begann. Als Maxout wird ein Punktestand von 999.999 oder mehr Punkten bezeichnet, denn aufgrund der auf 6 begrenzten Stellenanzahl kann das Spiel unter normalen Umständen keinen höheren Punktestand anzeigen und bleibt bei 999.999 Punkten stehen.
Neubauer nahm im Jahre 2010 am erstmals ausgetragenen Classic Tetris World Championship teil und setzte sich dort im Finale gegen Harry Hong durch. Er gewann die folgenden drei Turniere, bis er 2014 gegen Harry Hong verlor. Zwischen 2015 und 2017 gewann Neubauer drei weitere World Championships, bevor er 2018 im Finale dem 16-jährigen Joseph Saelee unterlag.
Im Januar 2018 stellte Neubauer zufällig einen Weltrekord auf, als es ihm gelang, während einer Übungsrunde innerhalb von einer Minute und 57 Sekunden 300.000 Punkte zu erreichen.
Im Juni 2018 stellte Neubauer mit 1.245.200 Punkten einen Punkterekord auf.

## Privates
Neubauer lebte mit seiner Ehefrau Heather Ito auf Hawaii und arbeitete als Bartender sowie für ein Marihuana-Startup-Unternehmen. Er starb am 4. Januar 2021 an einem plötzlichen Herzstillstand.

## Sonstiges
Der Pokal der Classic Tetris World Championship 2021 wurde ihm zu Ehren Jonas Neubauer Trophy genannt.